# Latina (architettura)

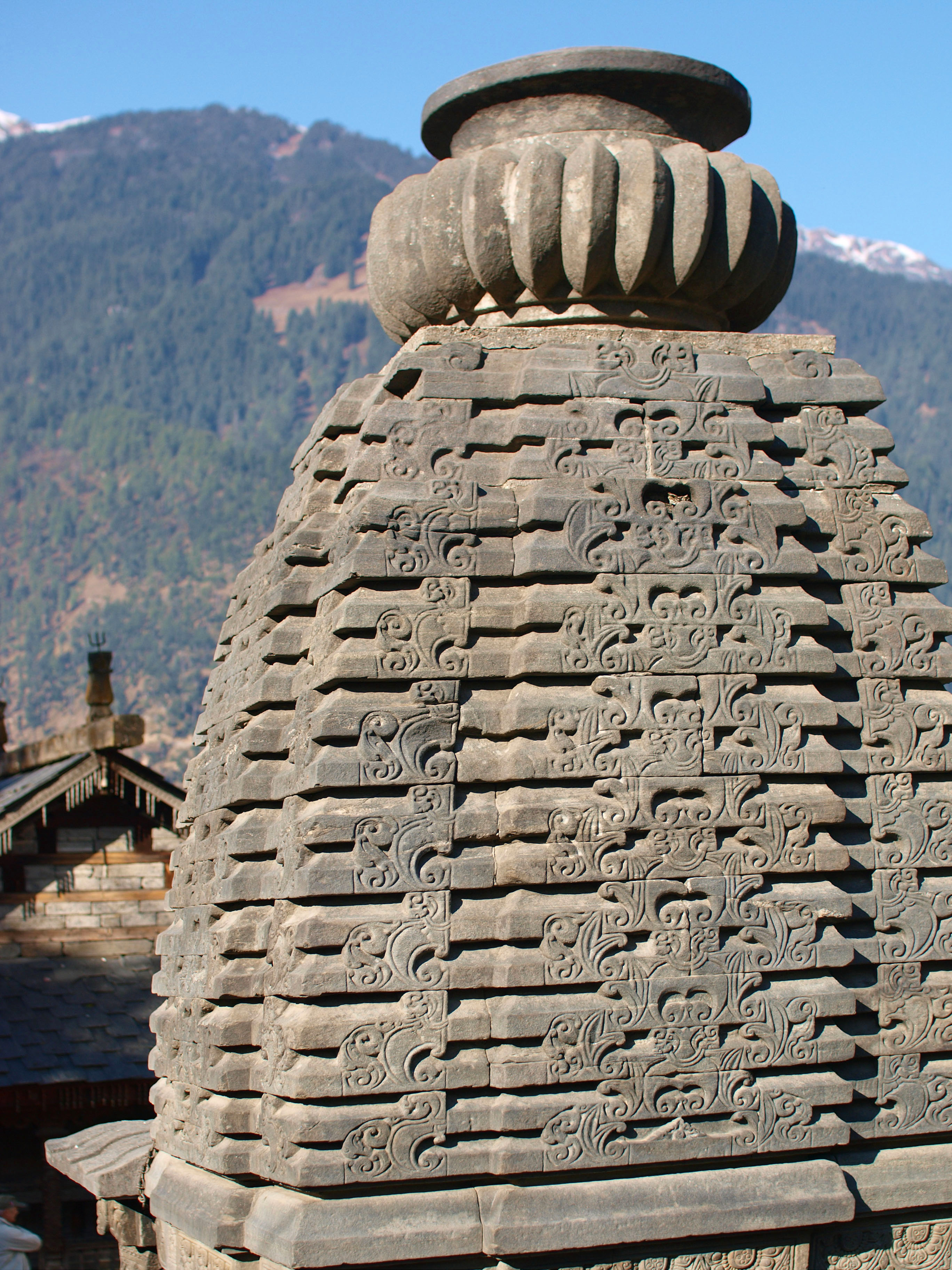
Shikhara latina a Manali, Himachal Pradesh, con un ratha al centro di ciascuna faccia

Nell'architettura dei templi indù, Latina o Rekha Prasad è il tipo più comune di shikhara dell'India settentrionale (torre o guglia in cima a un santuario), la cui forma è un'unica torre leggermente curva con quattro lati di uguale lunghezza, quindi a pianta quadrata. I lati possono essere interrotti da lievi sporgenze che corrono lungo la torre, chiamate rathas, e vi è spesso una notevole decorazione, specialmente agli angoli, dove si può vedere una certa divisione in "piani" orizzontali. La torre è tradizionalmente costruita sovrapponendo lastre orizzontali di pietra. Le due varianti e i tipi più elaborati di torri dell'India settentrionale sono la Sekhari e la Bhumija, entrambe basate sulla pianta latina.